# 訃報 1992年7月
訃報 1992年7月（ふほう 1992ねん7がつ）では、1992年（平成4年）7月中に物故した、又は物故が報じられた人物についてまとめる。

## （1日 - 15日）

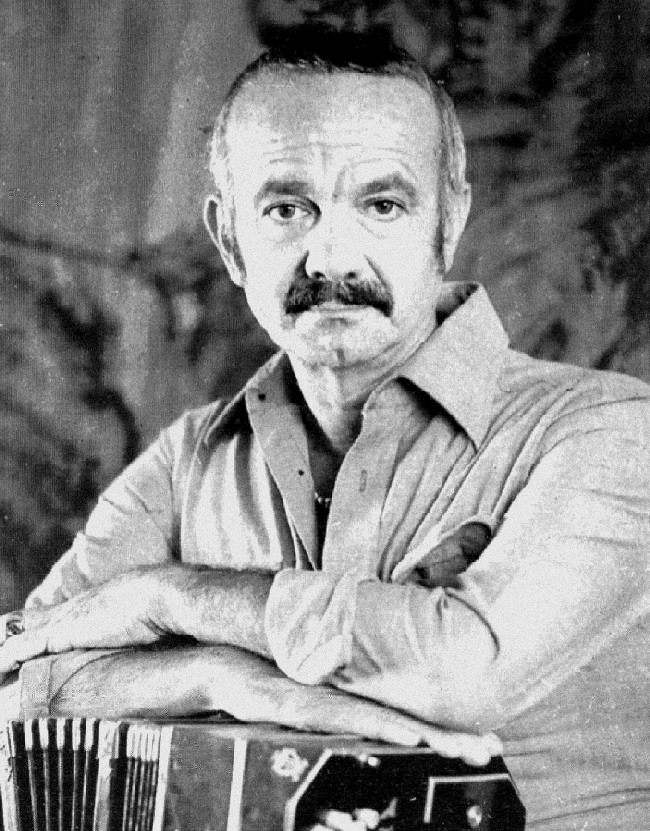
アストル・ピアソラ / 7月4日没

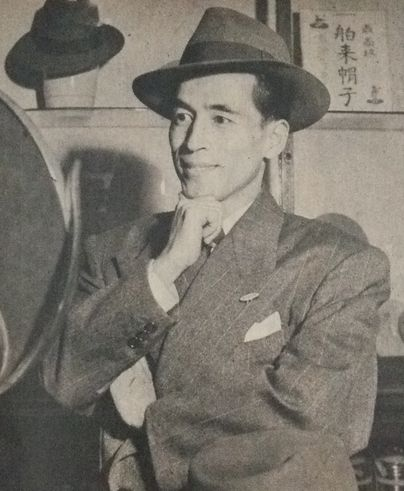
近江俊郎 / 7月5日没

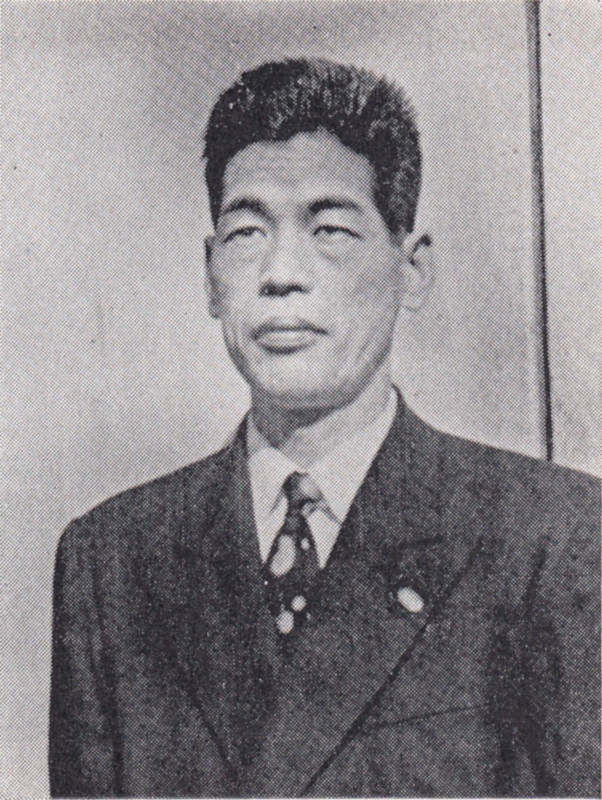
四代目春風亭柳好 7月7日没

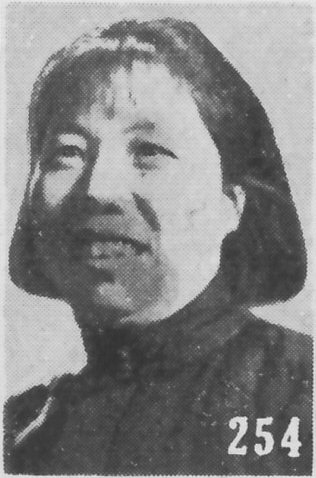
鄧穎超 / 7月11日没

- 7月1日 - 松本照夫、プロ野球選手（* 1943年）
- 7月4日 - アストル・ピアソラ、作曲家・バンドネオン奏者（* 1921年）
- 7月4日 - 柏龍成彦、元力士（*1930年）
- 7月5日 - 近江俊郎、歌手（* 1918年）
- 7月7日 - 四代目春風亭柳好、落語家（* 1921年）
- 7月11日 - 鄧穎超、周恩来夫人（* 1904年）

## （16日 - 31日）

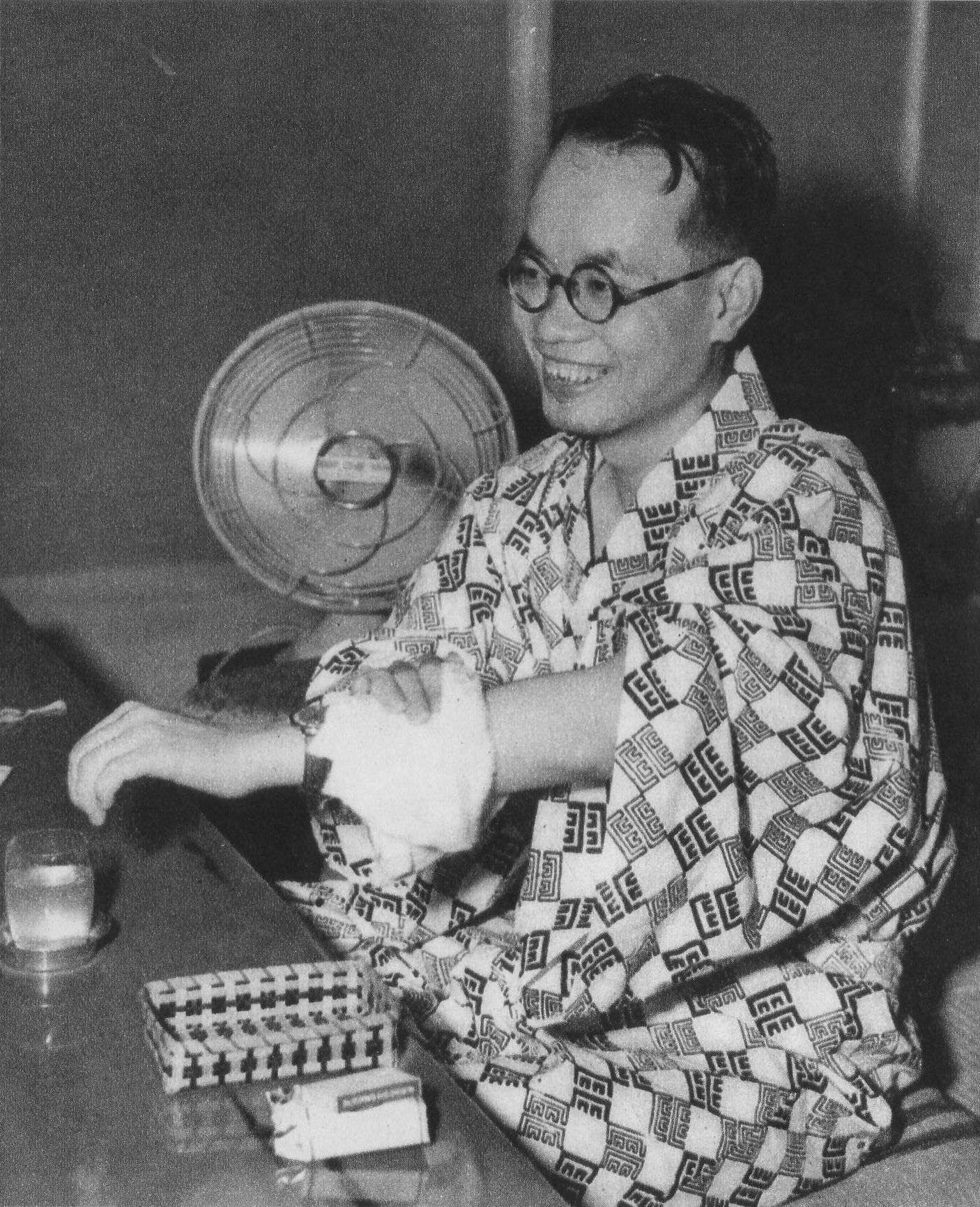
大山康晴 / 7月26日没

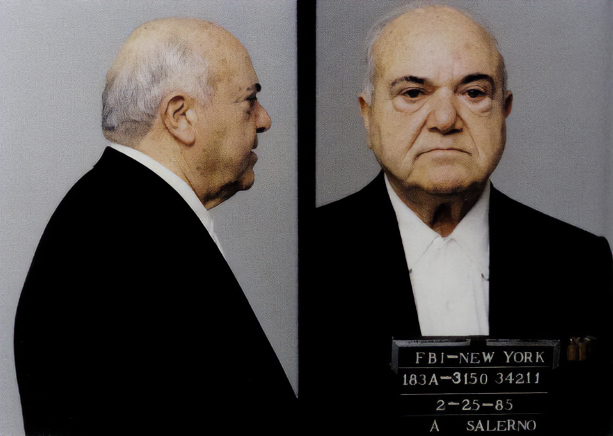
アンソニー・サレルノ / 7月27日没

- 7月19日 - アレン・ニューウェル、人工知能研究者（* 1927年）
- 7月26日 - 大山康晴、将棋棋士（* 1923年）
- 7月27日 - アンソニー・サレルノ、マフィアの指導者（* 1911年）
- 7月27日 - 石田五郎、天文学者（* 1924年）
- 7月28日 - 山田秀三、アイヌ語地名研究家（* 1899年）
- 7月28日 - 鈴木敬三、歴史学者（* 1913年）